# Пејн (Висконсин)
Пејн (енгл. Plain) град је у америчкој савезној држави Висконсин.

## Демографија
По попису из 2010. године број становника је 773, што је 19 (-2,4%) становника мање него 2000. године.
| Група             | 2000.       | 2010.       |
| Белци             | 777 (98,1%) | 741 (95,9%) |
| Афроамериканци    | 2 (0,3%)    | 1 (0,1%)    |
| Азијати           | 0 (0,0%)    | 2 (0,3%)    |
| Хиспаноамериканци | 7 (0,9%)    | 14 (1,8%)   |
| Укупно            | 792         | 773         |